# 東萌保育専門学校
東萌保育専門学校（とうほうほいくせんもんがっこう）は、かつて埼玉県越谷市七左町三丁目にあった私立専門学校。

## 概要
設置者は学校法人小池学園。
2003年（平成15年）4月に開校（なお、校名変更は2004年（平成16年）4月）。それまでは、学校法人小池学園東萌専門学校（高等専門課程）として、経営ビジネス科、ファッション美容科を設置していた。
厚生労働省認可指定保育士養成施設。埼玉県では35年ぶりに指定保育士養成施設として認可された専門学校。2年制。入学定員は80名。2011年（平成23年）度より埼玉東萌短期大学に改組されたため、専門学校の生徒募集は停止され、2012年（平成24年）3月をもって閉校した。